# Zhoř u Stříbra
Zhoř (deutsch Weshor, auch Weshorsch) ist eine Gemeinde mit 180 Einwohnern (Stand: 1. Januar 2023)  in Tschechien.  Sie liegt 11 km südlich von Stříbro in einer Höhe von 502 m ü. M. und gehört dem Okres Tachov an.

## Geschichte
Die erste Erwähnung des Ortes stammt aus dem Jahre 1239. In der Berní rula aus dem Jahre 1654/55 wurde Weshor als das größte und wertvollste Dorf der Kladrauer Klosterbesitzes bezeichnet. 1715 entstand in der Ortsmitte die Kapelle der Jungfrau Maria. Die Pfarrkirche war in Kapsch. 1939 lebten in Weshor 301 Menschen.
Nach dem Münchner Abkommen wurde der Ort dem Deutschen Reich zugeschlagen und gehörte bis 1945 zum Landkreis Mies.
Zum 1. Januar 1980 wurde Zhoř nach Kladruby u Stříbra eingemeindet. Seit 24. November 1990 ist es wieder eine eigenständige Gemeinde.

## Persönlichkeiten
- Johannes Nepomuk Remiger (1879–1959), der letzte deutsche Firmbischof in Prag.